# Anna-Maria Guglielmetti
Anna-Maria Guglielmetti (Torí, 19 de desembre de 1896 - Torí, 17 de setembre de 1982) fou una soprano italiana.
Anna-Maria Guglielmetti va estudiar música a la seva ciutat natal, i després va continuar els estudis de cant amb Alessandrina Bottero a Milà. Va iniciar la seva trajectòria a Itàlia i, el 1917, va debutar com a Gilda a Rigoletto de Verdi a Viareggio. L'any següent, va interpretar Leila a Les Pêcheurs de perles de Bizet a Ravenna. A Itàlia, va cantar en diversos teatres, incloent-hi els de Nàpols, Torí, Verona i Bari, i també es va presentar al Gran Teatre del Liceu de Barcelona, el Caire, Budapest, Ostende i Suïssa. El 1925, va emprendre una gira per Europa central i, l'any següent, va actuar a la Gran Bretanya i Ginebra, on es va establir després de casar-se amb l'empresari suís Henri Giovanna. La Temporada 1925-1926 va cantar al Gran Teatre del Liceu de Barcelona.
El 1927 va debutar al Covent Garden com a Marguerite de Valois a Gli Ugonotti de Meyerbeer, però sense èxit. Poc després, va patir una sobtada pèrdua de veu, que va aconseguir recuperar gràcies a l’ensenyament de Giuseppina Finzi-Magrini a Torí. A partir de la dècada de 1930, va reprendre la seva activitat escènica a Ginebra, destacant especialment en el paper de Mimì a La Bohème, tot i que també va interpretar altres rols del repertori líric. Va continuar actuant en diverses ciutats, com a l’Òpera de París (1931 com a Gilda), l'Opéra-Comique de París (1931 com a Mimì) i Berlín (1929 a la Sala de Concerts), així com a Budapest el 1931 i el 1938. A finals dels anys trenta, va abandonar la interpretació operística per centrar-se en recitals i concerts. De 1946 a 1975 va treballar com a professora a les classes de veu al Conservatori de Ginebra. Hi va formar molts joves cantants suïssos, i en particular Juliette Bise. Va enregistrar uns quinze discos de 78 rpm, dedicats principalment a àries operístiques italianes del segle XIX.